# Magellaniczna galaktyka spiralna

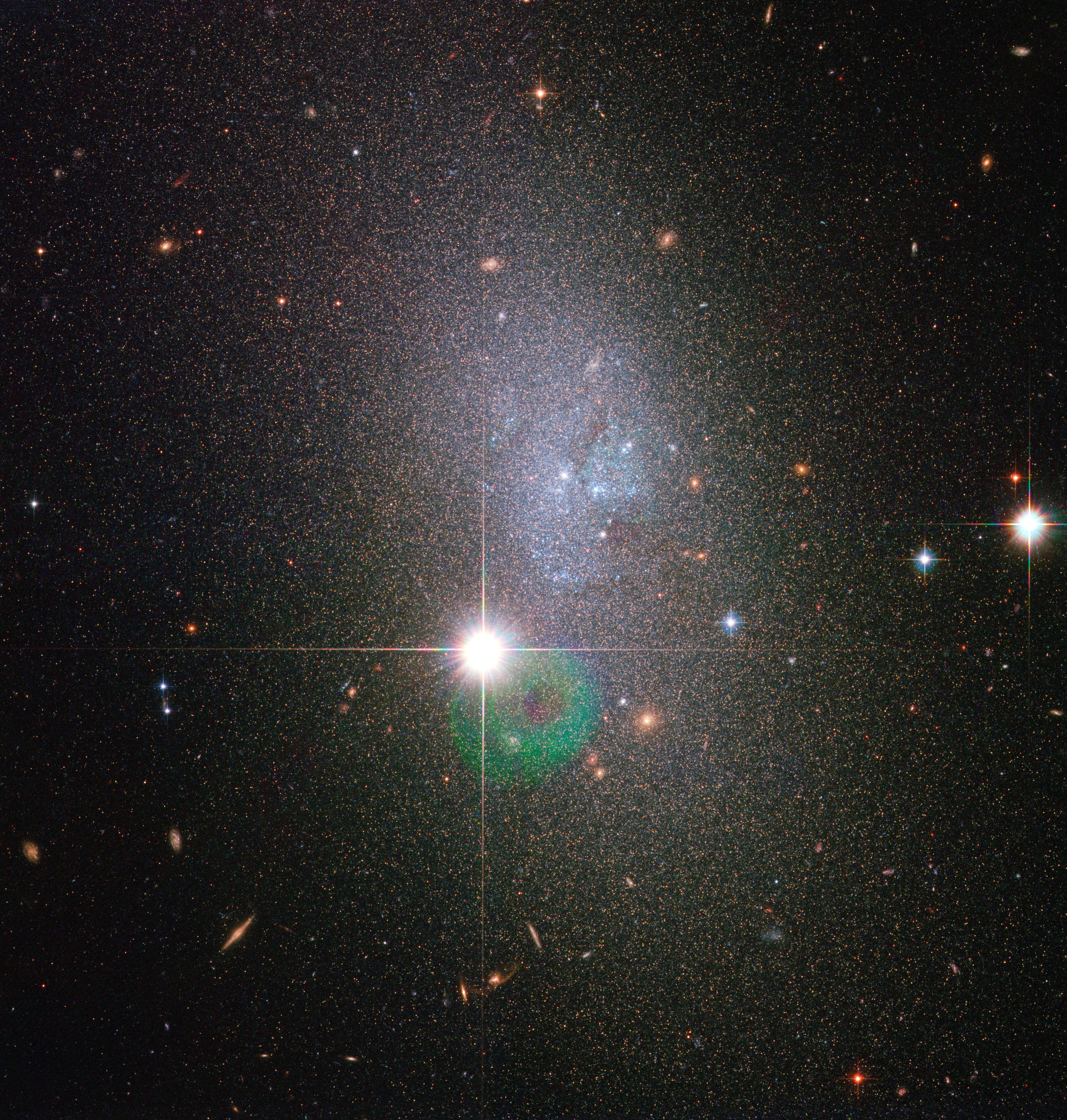
Magellaniczna galaktyka spiralna UGC 5692

Magellaniczna galaktyka spiralna – typ morfologiczny galaktyk, grupujący galaktyki podobne do Obłoków Magellana. Określenie to wprowadził Gérard de Vaucouleurs.
Magellaniczne galaktyki spiralne są zazwyczaj galaktykami karłowatymi, klasyfikowanymi jako typ Sm, z widoczną poprzeczką (SBm), bez poprzeczki (SAm) lub przejściowe (SABm) oraz jednym ramieniem spiralnym. Galaktyki magellaniczne często występują „parami”, np. Wielki i Mały Obłok Magellana, NGC 4618 i NGC 4625, NGC 4027 i NGC 4027A.